# Sálvate si puedes
Sálvate si puedes és una pel·lícula de comèdia espanyola de 1994 dirigida per Joaquín Trincado amb guió de Luis Marías i protagonitzada per Imanol Arias i María Barranco. Es tracta d'una comèdia àcida sobre la corrupció política rodada a Bilbao.

## Argument
Marta, regidora de Benestar Social i defensora de causes perdudes, i Roberto, un empresari fatxenda inútil, no tenen res en comú, fins que una nit en què cauen plegats del pont penjant. Des de llavors, Roberto no pensa en una altra cosa. Ella, en canvi, sí que té en què pensar: la ciutat està en ruïnes, la poca indústria que els queda és arcaica i el port penjant està a punt de desaparèixer.

## Repartiment
- Imanol Arias... Roberto
- María Barranco... Marta
- Fernando Guillén... Alcalde
- Pilar Bardem... Bárbara
- Ramón Barea...	Eusebio
- Antonio Resines... Ministro
- Elena Irureta... Sarita
- Mariví Bilbao... Tina
- Saturnino García... Taxista
- César Sarachu ...	Basilio
- Álex Angulo